# Chiesa della Santissima Trinità (Albino)
La chiesa della Santissima Trinità è un luogo di culto cattolico della frazione Fiobbio di Albino, in provincia di Bergamo, situato sulle pendici del Monte Misma. Alla chiesa si può accedere sia attraverso la strada che percorre la frazione, sia dalla gradinata posta sul lato a ovest della comunale di Albino.

## Storia
Non si conosce la data esatta di edificazione della chiesa, ma sicuramente era esistente nel XIV secolo, poiché viene nominata nell'atto del notaio Giovanni Marinoni del 3 ottobre 1367. L'atto recita che  "Rogero e Giacomo fu Paolo Lorandi Marinoni, ricevono da Gisla, vedova di Gasparino Marinoni di Desenzano abitante alla Triginiola, casa sotto la giurisdizione ecclesiastica di Desenzano, nei pressi della chiesetta della SS. Trinità d’Oltre Serio lire quattro, che il marito aveva assegnato al Consorzio della MIA nel suo ultimo testamento".

Il campanile faceva da funzione di torre di avvistamento per gli eserciti di mercenari di passaggio. La chiesa era anticamente formata di sassi ricavati dal Serio mentre la torre da grandi blocchi di pietra..
Secondo lo storico Giuseppe Gerolamo Mozzi nel testo Antichità bergamasche  conservato nella Biblioteca civica Angelo Mai indica che la campanella della chiesa fu fusa e posta nel 1469.
Un successore documento la nomina nel 1530, quando i disciplini bianchi della chiesa dei santi Lorenzo e Gottardo di Albino chiedevano al vescovo Pietro Lippomano il Romitorium in Monticulo SS. Trinitatis.
È inserita negli atti della visita pastorale di san Carlo Borromeo del periodo che andò dal 14 ottobre al 24 novembre 1575., dove risulta che vi abitasse l’eremita Cristoforo de Locatis. 
Una lettera del parroco della frazione del XVIII secolo indirizzata al conte Vincenzo Spini testimonia che questa fosse l'unico luogo di culto della presente sulla località:

Nelle cinque contrade di Fiobbio anticamente non v'era che una piccola trebulina per divozione di que' abitanti e passeggieri in quelle parti, e se le famiglie delle suddette contrade volevano ascoltare la S. Messa, ricevere i SS. Sagramenti della confessione e comunione, essere istruiti nella dottrina christiana, o mandare a scuola la loro gioventù dovevano tutte portarsi all'antico oratorio della SS.ma Trinità situato sui più remoti principij della contrada di Berlino […]. In qual anno ciò fosse io precisamente nol so bene, che nella visita di sua eminenza Pietro Priuli 1700.
Per questo motivo si chiese l'autorizzazione all'edificazione di una nuova chiesa che fosse più vicina alle contrade Cuter e San Benedetto che si erano ripopolate, intitolata a sant'Antonio da Padova, posizionata dalla parte opposta della frazione. Questa divenne la nuova parrocchia di Fiobbio.
Il pronao che la precede fu realizzato nel 1941. Nel 1955 furono eseguiti lavori di mantenimento con la nuova pavimentazione interna, e con il ritrovamento di antichi affreschi trecenteschi raffiguranti Tre Gesù, uno risalente circa al 1480, e un trittico Madonna riconducibile alla bottega dei Marinoni di Desenzano al Serio, affreschi poi strappati e restaurati.

La seconda metà del XX secolo, la chiesa subì un periodo di abbandono per essere poi riaperta al pubblico nel 2014 grazie a lavori di restauro finanziati dalla Curia Vescovile di Bergamo in collaborazione con la Soprintendenza ai Beni Culturali.

## Descrizione

### Esterno

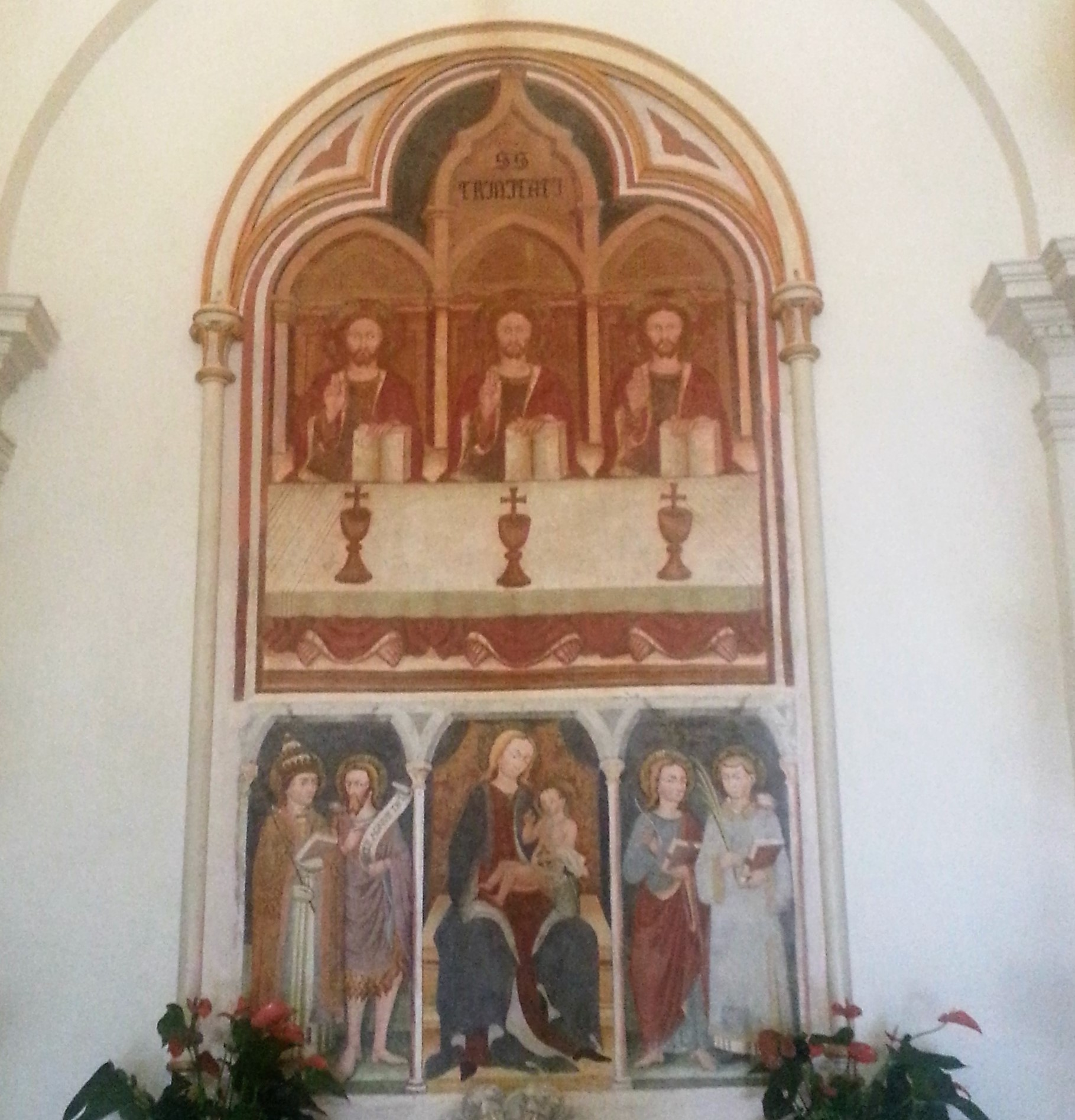
Chiesa della Santissima Trinità - Albino

La chiesa è posta in zona panoramica, nella parte più meridionale della frazione. Sebbene sia circondata dal bosco è perfettamente visibile dal capoluogo sul fondovalle e raggiungibile attraverso la scalinata composta di gradini a lunga pedata realizzati in pietra arenaria e piane in selciato.

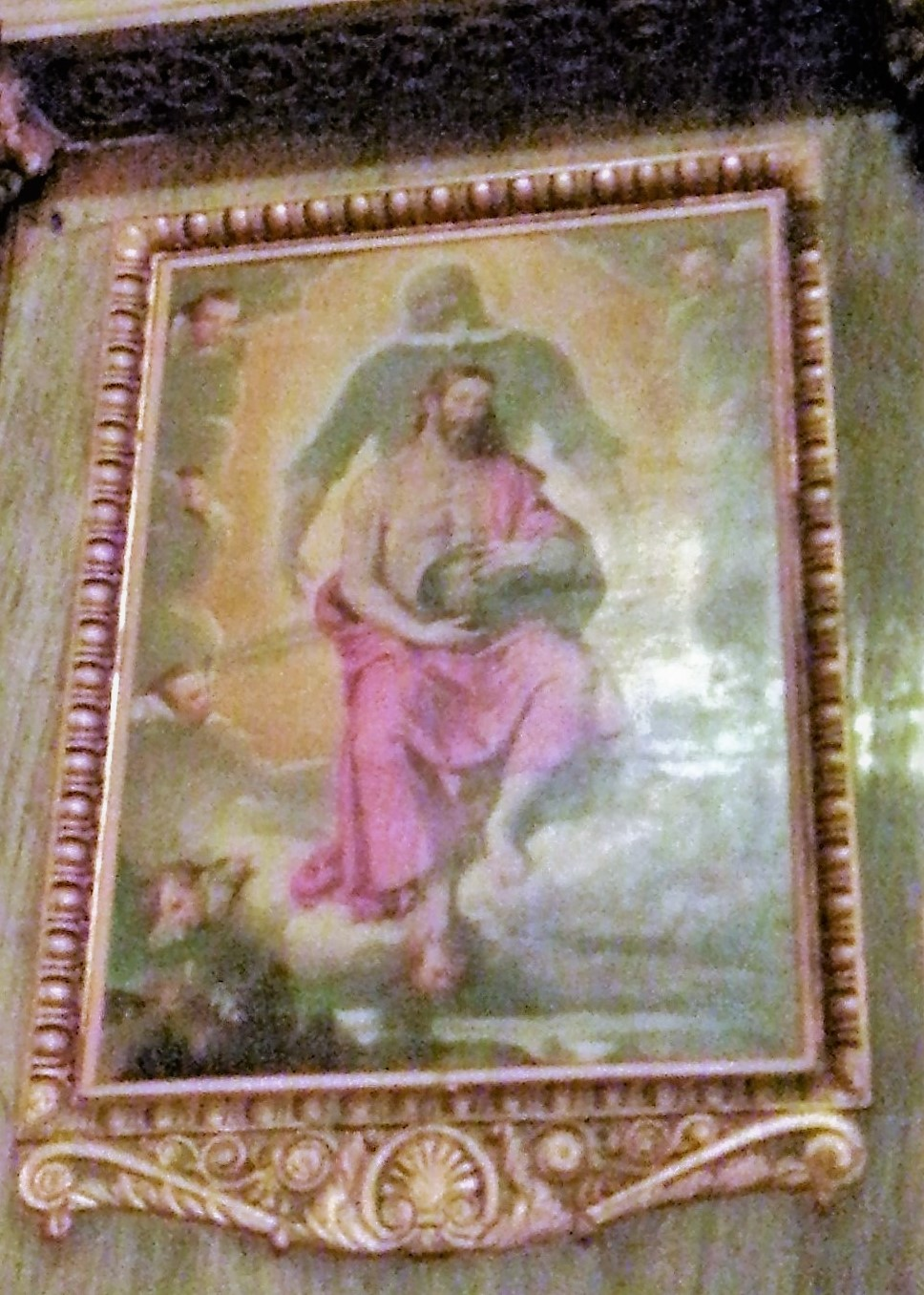
Trinità- Giovan Battista Moroni-Chiesa di San Giuliano-Albino

La facciata è rivolta a ovest, con un pronao composto di quattro pilastri in marmo di Abbazia, lavorati a punta. La parte superiore è architravata e regge la falda del porticato a un solo spiovente. Questo ha la pavimentazione a opus incertum.

Un unico portale d'ingresso con contorno in pietra di arenaria, e ai lati due piccole finestre quadrate sempre con contorno in pietra e con inferriate.

### Interno
L'interno della chiesa è a un'unica navata composta da tre campate divisa da due archi a sesto acuto. La cantoria è posta sopra la prima campata. Una cappella laterale dedicata a san Ciriaco e alla Madonna è presente nella seconda campata, e sulla terza collegata da un gradone il presbiterio con l'altare di marmo ornato da un paliotto decorato da marmi variopinti, con i gradini della predella in marmo nero. Sotto il ciborio, dietro un'ulna di vetro, è custodita la reliquia del diacono san Ciriaco di Roma. Il fondo del presbiterio è ornato da un'ancona lignea raffigurante la santissima Trinità con la rappresentazione di tre immagini di Gesù con le scritture aperte, a indicare tre persone uguali e distinte opera trecentesca riconducibile al Maestro dell'Albero della Vita. Il presbiterio ha due aperture: una conduce alla sagrestia e l'altra alla torre campanaria.
Nel 1560 il Giovan Battista Moroni dipinse la tela d'altare della Trinità, dipinto ispirato a quello omonimo di Lorenzo Lotto.  Nella visita pastorale del 1575 venne descritto da san Carlo Borromeo come iconam decentem et pulchram. Il dipinto durante il primo conflitto mondiale venne rimosso per paura che venisse danneggiato. Nel 1920, dopo essere esposto a Bergamo alla mostra dei dipinti bergamaschi, fu successivamente trasferito nella chiesa parrocchiale di San Giuliano di Albino.